# Blovstrød Sogn
Blovstrød Sogn er et sogn i Hillerød Provsti (Helsingør Stift).
I 1800-tallet var Lillerød Sogn i Lynge-Frederiksborg Herred anneks til Blovstrød Sogn i Lynge-Kronborg Herred. Begge herreder hørte til Frederiksborg Amt. De to sogne dannede hver sin sognekommune. Ved kommunalreformen i 1970 blev Lillerød og størstedelen af Blovstrød indlemmet i Allerød Kommune, mens en mindre del af Blovstrød blev indlemmet i Hørsholm Kommune.
I Blovstrød Sogn ligger Blovstrød Kirke.
I sognet findes følgende autoriserede stednavne:
- Alléhuse (bebyggelse)
- Allerød (bebyggelse, ejerlav)
- Blovstrød (bebyggelse, ejerlav)
- Blovstrød Overdrev (bebyggelse)
- Grønnegade* (bebyggelse, ejerlav)
- Hvedehave* (bebyggelse)
- Høvelte (bebyggelse, ejerlav)
- Isterød Storskov* (bebyggelse)
- Kattehale (bebyggelse)
- Kettinge* (bebyggelse, ejerlav)
- Lille Blovstrød (bebyggelse)
- Lillerød (bebyggelse, ejerlav)
- Mosehusene (bebyggelse)
- Møllegård (bebyggelse)
- Næbbegård* (landbrugsejendom)
- Overdam (bebyggelse, ejerlav)
- Ravnsholt (areal, bebyggelse, ejerlav)
- Sandholm (ejerlav, landbrugsejendom) (Center Sandholm)
- Sjælsmark* (bebyggelse, ejerlav)
- Sjælsø* (ejerlav, vandareal)
- Slutterup* (bebyggelse, ejerlav)
- Sortemose (bebyggelse)
- Sønderskov (bebyggelse, ejerlav)
- Tokkekøb Hegn (areal, ejerlav)

De med * markerede stednavne ligger helt eller delvis i Hørsholm Kommune.